# ブスカ
ブスカ（伊: Busca）は、イタリア共和国ピエモンテ州クーネオ県にある、人口約10,000人の基礎自治体（コムーネ）。
2019年1月1日に、隣接していたコムーネ・ヴァルマーラを編入した。

## 地理

### 位置・広がり

#### 隣接コムーネ
隣接するコムーネは以下の通り。
- ブロッサスコ
- カラーリオ
- コスティリオーレ・サルッツォ
- クーネオ
- ドロネーロ
- メッレ
- ロッカブルーナ
- ロッサーナ
- タランタスカ
- ヴェナスカ
- ヴィッラファッレット
- ヴィッラール・サン・コスタンツォ

## 行政

### 分離集落
ブスカには、以下の分離集落（フラツィオーネ）がある。
- Attissano, Bicocca, Bosco, Castelletto, Loreto, Madonna del Campanile, Morra San Bernardo, Morra San Giovanni, Roata Raffo, San Barnaba, San Chiaffredo, San Defendente, San Giacomo, San Giuseppe, San Martino, San Mauro, San Quintino, San Rocco, San Vitale, Sant'Alessio, Santo Stefano, Valmala

## 姉妹都市
- San Marcos Sud、アルゼンチン
- Cruz Alta、アルゼンチン